# Agatino (scultore)
Agatino (in greco antico: Ἀγαθῖνος?, Agathínos; ... – IV secolo a.C.) è stato uno scultore greco antico vissuto all'inizio del quarto secolo a.C..
Si tramanda sia l'autore della decorazione del tempio di Asclepio a Epidauro.